# Armand de Périgord
 Armand de Périgord  (o Hermann de Pierre-Grosse) (1178 - ! 1247?) Pertanyia a la família dels comtes de Perigord i va ser el setzè Gran Mestre de l'Orde del Temple.
Entre 1205 i 1232, any en va ser elegit Gran Mestre de l'Orde, havia estat mestre de la província de la Pulla i de Sicília. Organitzar els atacs de Canà, de Safita i de Seforis, combatent als musulmans a la regió del llac de Tiberíades. Totes aquestes empreses es van saldar amb un estrepitós fracàs i van reduir el poder de l'Orde.
En 1236, a la frontera entre Síria i Cilícia, 120 cavallers, arquers i turcopless van ser sorpresos en una emboscada prop de la ciutat de Qasr Darbsâq (l'actual Terbezek). Al començament de la batalla que es va lliurar a continuació, els templers van atacar la fortalesa, però van trobar una forta resistència i quan van arribar les forces de socors enviades des de Damasc per ajudar els assetjats, els cavallers van ser massacrats. Només en van sobreviure una vintena que es van poder refugiar en el seu castell de Bagre, a uns 20 km de Qasr Darbsâq.
El setembre de 1239, Armand es trasllada a Sant Joan d'Acre, on arriba a un acord amb el sultà de Damasc, seguint l'exemple dels Hospitalaris que havien subscrit un tractat amb el Sultà d'Egipte. El 1244, el sultà de Damasc demana l'ajut dels templers per rebutjar les hordes de Corasmia que intentaven ocupar l'Àsia Menor.
L'octubre de 1244, les forces federades de Templers, Hospitalaris i els Cavallers Teutònics, d'acord amb l'exèrcit del Soldà de Damasc, es van enfrontar al Sultà d'Egipte, aliat al seu torn de l'Imperi corasmio, a la batalla de la Forbie, prop de Gaza. La coalició de cristians i musulmans sirians va ser vençuda, deixant més de 30.000 morts sobre el camp de batalla. Alguns cavallers del Temple i hospitalaris van arribar a refugiar-se a Sant Joan d'Acre, que romania encara en poder de les forces cristianes. La sort que va córrer Armand de Périgord és incerta: no se sap si va ser mort a la batalla o capturat. Segons aquesta darrera versió, va morir en captivitat l'any 1247.